# Südkurve Laupheim
| Streckennummer (DB): | 4513                 |                           |                           |
| Kursbuchstrecke (DB): | 751                  |                           |                           |
| Streckenlänge: | 0,445 km             |                           |                           |
| Spurweite: | 1435 mm (Normalspur) |                           |                           |
| Streckenklasse: | D4                   |                           |                           |
| Stromsystem: | 15 kV 16,7 Hz ~      |                           |                           |
| Streckengeschwindigkeit: | 50 km/h              |                           |                           |
| Zugbeeinflussung: | PZB                  |                           |                           |
| |                      |                           |                           |
| \| \| \| von Friedrichshafen Stadt \| \| \| \| 0,000 \| Laupheim Kurve Süd (Bft) \| Laupheim Kurve Süd (Bft) \| \| \| \| nach Ulm \| \| \| \| 0,200 \| Laupheim Kurve (Bft) \| Laupheim Kurve (Bft) \| \| \| 0,432 \| von Laupheim West \| von Laupheim West \| \| \| 0,445 \| Laupheim Kurve Ost (Bft) \| Laupheim Kurve Ost (Bft) \| \| \| \| nach Schwendi \| \| \| \| \| \| \| \| Quellen: [1][2] \| \| \| \| |                      |                           |                           |
| Strecke |                      | von Friedrichshafen Stadt | von Friedrichshafen Stadt |
| Blockstelle | 0,000                | Laupheim Kurve Süd (Bft)  | Laupheim Kurve Süd (Bft)  |
| Abzweig geradeaus und nach links |                      | nach Ulm                  | nach Ulm                  |
| Blockstelle | 0,200                | Laupheim Kurve (Bft)      | Laupheim Kurve (Bft)      |
| Abzweig geradeaus und von links | 0,432                | von Laupheim West         | von Laupheim West         |
| Blockstelle | 0,445                | Laupheim Kurve Ost (Bft)  | Laupheim Kurve Ost (Bft)  |
| Strecke |                      | nach Schwendi             | nach Schwendi             |
| |                      |                           |                           |
| Quellen: |                      |                           |                           |

Die Südkurve Laupheim ist eine Verbindungskurve zwischen der Bahnstrecke Ulm–Friedrichshafen Richtung Süden und der Bahnstrecke Laupheim West–Schwendi Richtung Osten, um durchgehende Züge zwischen Laupheim Stadt und Biberach (Riß) anbieten zu können. Die Strecke stellt betrieblich eine Verbindung zwischen Bahnhofsteilen des Bahnhofs Laupheim West dar.

## Geschichte
Das Planfeststellungsverfahren für den Bau der Südkurve wurde am 8. August 2002 beantragt, der Planfeststellungsbeschluss des Eisenbahn-Bundesamtes erfolgte am 26. Januar 2004. Die Strecke wurde von Juni 2009 bis Juni 2011 erbaut und ging am 12. Juni 2011 in Betrieb. Die Kosten für das Bauprojekt in Höhe von 10 Millionen Euro wurden von der Bundesregierung und der Deutschen Bahn getragen. Ein vorgeschlagener Bahnsteig an der Südkurve wurde aufgrund der engen Fahrzeiten und zugunsten eines geplanten Haltepunktes Biberach Nord nicht errichtet, kann aber bautechnisch ohne zusätzlichen Mehraufwand nachträglich noch errichtet werden.
Die Strecke wurde ab dem Frühjahr 2018 im Rahmen des Projektes „Elektrifizierung Südbahn“ gleichfalls elektrifiziert. Die Aufnahme des elektrischen Betriebes erfolgte zum Fahrplanwechsel 2021/2022 am 12. Dezember 2021.